# Жртвени јарац
Жртвени јарац је невина жртва на коју је усмерена нагомилана, потиснута и померена агресивност околине и која испашта за туђе грехе. Овај феномен је описао и дао му назив антрополог Џ. Џ. Фрејзер. Назив потиче од познате библијске приче, ο јарцу којег су стари Јевреји сваке године ритуално жртвовали тако што су га изгонили у пустињу натовареног њиховим гресима, како би Бог искалио своју љутњу на тој животињи, кажњавајући недужног јарца, а не њих.
У књизи Левитској, 16, 8-22, даје се заповест о жтрвовању јарца: два јарца се жртвује, један за милост Божију, други за демона Азазела. На другог јарца се симболично пребацују сопствени греси да би се затим изгонио у пустињу, где би се демон бацио на њега:
И нека Арон баци жреб за та два јарца, један жреб Господу а други жреб Азазелу. И нека Арон принесе на жртву јарца на ког падне жреб Господњи, нека га принесе на жртву за грех. А јарца на ког падне жреб Азазелов нека метне жива пред Господа, да учини очишћење на њему, па нека га пусти у пустињу Азазелу. ......... И метнувши Арон обе руке своје на главу јарцу живом, нека исповеди над њим сва безакоња синова Израиљевих и све преступе њихове у свим гресима њиховим, и метнувши их на главу јарцу нека га да човеку спремном да га истера у пустињу. И јарац ће однети на себи сва безакоња њихова у пустињу; и пустиће оног јарца у пустињу. (3 Мој. 16, 8-22)
Жртвени јарац се тражи и налази посебно у оним кризним друштвеним ситуацијама када, услед фрустрације, нагомилана агресивност становништва нема где да се испразни, јер се не сме усмерити на моћне представнике власти. Тада се као објект потиснуте агресивности у улози жртвеног јарца налазе обично мањинске и маргиналне групе (Црнци, Роми, Јевреји, хомосексуалци и сл.) које су незаштићене и зато представљау лак и немоћан плен.
Тражењу жртвеног јарца нарочито су склоне несигурне, садистичке и ауторитарне личности. Пражњење нагомилане агресивности на маргиналним групама које имају улогу жртвеног јарца доводи до хомогенизације основне, већинске групе и до задовољења садистичких склоности појединца.